# Beth Goulart
Elizabeth Miessa (Rio de Janeiro, 25 de janeiro de 1961), mais conhecida pelo seu nome artístico Beth Goulart, é uma atriz, cantora, escritora, diretora e dramaturga brasileira. No teatro escreveu e protagonizou a peça Simplesmente Eu, Clarice Lispector, que lhe rendeu o Prêmio Shell de Melhor Atriz.
Beth faz parte de uma família de atores, incluindo seus pais Nicette Bruno e Paulo Goulart, sua avó Eleonor Bruno e seus irmãos Paulo Goulart Filho e Bárbara Bruno.

## Vida pessoal
Beth Goulart nasceu no Rio de Janeiro e foi criada em São Paulo dos cinco aos 18 anos de idade. Filha dos também atores Paulo Goulart e Nicette Bruno, irmã dos atores Bárbara Bruno e Paulo Goulart Filho. A atriz é espiritualista. Beth define a influência dos pais sobre sua carreira: 
| “ | Vocação é diferente de talento. Pode-se ter vocação e não ter talento, pode-se ser chamado e não saber como ir. Diria que fui uma semente depositada em campo fértil. | ” |

Em 1983, estudou canto com Pepê Castro Neves e canto lírico e leitura musical, com Luis Carlos Brito. Dois anos depois, estudou técnica com Peter Brook. Em 1989, com Kika Sampaio estudou sapateado, dança com Ruth Rachou, Val Folly e canto lírico com Marga Nicolau.  Durante muitos anos, foi bailarina clássica.
Foi casada com Nando Carneiro, com quem teve um filho, João Gabriel Miessa Carneiro (1982).

## Carreira
Em 1974, estreou no teatro na peça O Efeito dos Raios Gama Sobre as Margaridas do Campo, de Paul Zindel e direção de Antônio Abujamra, quando ganhou o Troféu APCA de Atriz revelação. Foi nessa peça que atuou pela primeira vez com a mãe e a irmã. Sua primeira participação na televisão foi no teleteatro Alô, Alguém aí?, de William Saroyan, exibido pela TV Cultura, em 1975. Estreou como atriz de telenovela em Papai Coração, em 1976, na TV Tupi. De 1977 a 1979, a atriz integrou o elenco das novelas na TV Tupi como Éramos Seis (1977), Roda de Fogo (1978), O Direito de Nascer (1978) e Como Salvar Meu Casamento (1979). Em 1980, estreou na Rede Globo como Fernanda, em Marina, novela de Wilson Aguiar Filho. Participou também das novelas Selva de Pedra (1986), Perigosas Peruas (1992), O Clone (2001), Paraíso Tropical (2007) e Três Irmãs (2008). Atuou também na programação da Rede Manchete e Rede Bandeirantes. Em 1981, participou do MPB Shell concorrendo com a música O Balão, de autoria de Nando Carneiro e Geraldo Carneiro. Logo depois do festival, lançou pela PolyGram um compacto simples com a música. Neste mesmo ano, pela PolyGram, lançou o disco Sementes no ar. No ano de 1982, gravou seu segundo LP, Passional e em 1985, lançou pela gravadora Carmo o disco Mantra Brasil.

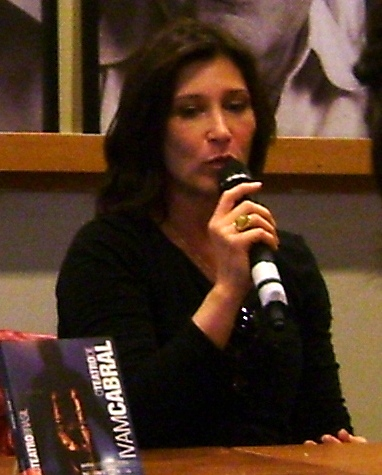
Beth Goulart em novembro de 2010.

No cinema trabalhou nos filmes do cineasta Carlos Reichenbach: Dois Córregos (1999) e Bens Confiscados (2005). Também protagonizou Canção de Baal, dirigido por Helena Ignez, em 2007. Se notabilizou ainda como protagonista, em 1979, do filme Joelma 23º Andar, no qual interpretou uma vítima fatal do incêndio ocorrido em 1974 no edifício Joelma, em São Paulo que psicografou seus últimos momentos de vida para Chico Xavier. Em 1999, por sua atuação na peça Decadência, de Steven Berkoff, recebeu o Prêmio Shell de Melhor atriz. Em 2000, faz O Jardim das Cerejeiras, de Anton Tchekhov. Em 2002 e 2004, a atriz protagonizou o monólogo Dorotéia Minha, as cartas de amor trocadas entre sua avó (Eleonor Bruno) e Nelson Rodrigues serviram como inspiração para Beth escrever o espetáculo. Em 2006, atua em Tudo sobre Mulheres, de Miro Gavran, e em Quartett, de Heiner Müller, a tradução e a adaptação da montagem de João Gabriel Carneiro, filho de Beth. Em 2009, com o monólogo Simplesmente Eu, Clarice Lispector, Beth torna-se também diretora.
Em 2010, assina contrato com a TV Record, onde fez a novela Vidas em Jogo em 2011 e foi também colunista de cultura do Jornal da Record News, na Record News. Em 2013, Beth e a mãe, a atriz Nicette Bruno, foram as apresentadoras da cerimônia de premiação da 25ª edição do Prêmio Shell de Teatro do Rio de Janeiro. Em junho de 2014, a atriz volta às novelas em Vitória na TV Record, interpretando a personagem Clarice. No mesmo ano, dirigiu a mãe no monólogo Perdas e Ganhos, obra adaptada pela Beth do livro homônimo de Lya Luft. Em 2016, reestreou o espetáculo Simplesmente Eu, Clarice Lispector, no Teatro Sesi, junto com uma exposição no local. Intitulada Entre Ela e Eu, a exposição mostra um pouco da vida e da obra da escritora, com fragmentos de textos, fotos de arquivo pessoal e reproduções de retratos. Em julho de 2016, a atriz está no elenco da novela bíblica A Terra Prometida na TV Record, encarnando a vilã Léia.

## Teatro
| Ano       | Título                                               | Personagem         |
| --------- | ---------------------------------------------------- | ------------------ |
| 1964      | O Boi e o Burro a Caminho de Belém                   | Anjo               |
| 1974–76   | O Efeito dos Raios Gama Sobre as Margaridas do Campo |                    |
| 1977      | Volpone                                              | Colomba            |
| 1984      | Extremos                                             | Terry              |
| 1986–88   | Elektra com Creta                                    | Electra            |
| 1989–90   | Cabaret                                              | Sally Bowles       |
| 1991      | Pierrot Marie                                        |                    |
| 1993      | Lucrécia, o Veneno dos Bórgia                        | Lucrécia           |
| 1994      | Eduardo II                                           | Isabel da França   |
| 1995      | Exorbitâncias, uma Farândula Teatral                 |                    |
| 1995      | Barbazul                                             | Nicole             |
| 1996      | Tristão e Isolda                                     | Isolda             |
| 1998      | A Menina e o Vento                                   |                    |
| 1999      | Somos Irmãs                                          | Linda Batista      |
| 1999      | Decadência                                           | Suely              |
| 2000–01   | O Jardim das Cerejeiras                              | Renée              |
| 2002–03   | Os Sete Afluentes do Rio Ota                         | Nozomi             |
| 2002–04   | Dorotéia Minha                                       | Dorotéia           |
| 2002      | O Evangelho segundo Jesus Cristo                     | Maria Madalena     |
| 2003      | Pernas Vazias                                        | Lídia              |
| 2006      | Tudo sobre Mulheres                                  | Várias personagens |
| 2006–08   | Quartett                                             | Madame Merteuil    |
| 2009–18   | Simplesmente Eu, Clarice Lispector                   | Clarice Lispector  |
| 2023      | A Cerimônia do Adeus                                 | Simone de Beauvoir |
| 2024/2025 | Simplesmente eu, Clarice Lispector                   | Clarice Lispector  |

## Filmografia

### Televisão
| Ano  | Título                             | Papel                           | Notas                                       | Emissora          |
| ---- | ---------------------------------- | ------------------------------- | ------------------------------------------- | ----------------- |
| 1976 | Papai Coração                      | Irmã Carolina                   |                                             | Rede Tupi         |
| 1977 | Éramos Seis                        | Lili                            |                                             | Rede Tupi         |
| 1978 | Roda de Fogo                       | Paula                           |                                             | Rede Tupi         |
| 1978 | O Direito de Nascer                | Isabel Cristina                 |                                             | Rede Tupi         |
| 1979 | Como Salvar Meu Casamento          | Sílvia                          |                                             | Rede Tupi         |
| 1980 | Marina                             | Fernanda                        |                                             | Rede Globo        |
| 1981 | Baila Comigo                       | Débora Frey Gama                |                                             | Rede Globo        |
| 1982 | Sétimo Sentido                     | Helenice Rivoredo               |                                             | Rede Globo        |
| 1983 | Louco Amor                         | Carla                           |                                             | Rede Globo        |
| 1984 | Marquesa de Santos                 | Benedita                        |                                             | Rede Manchete     |
| 1986 | Selva de Pedra                     | Cíntia Vilhena                  |                                             | Rede Globo        |
| 1987 | O Outro                            | Marília Della Santa             |                                             | Rede Globo        |
| 1988 | O Primo Basílio                    | Leopoldina Quebrais de Noronha  |                                             | Rede Globo        |
| 1988 | Olho por Olho                      | Paula                           |                                             | Rede Manchete     |
| 1990 | Riacho Doce                        | Helena                          |                                             | Rede Globo        |
| 1992 | Perigosas Peruas                   | Diana Torremolinos              |                                             | Rede Globo        |
| 1993 | O Mapa da Mina                     | Tânia Moraes                    |                                             | Rede Globo        |
| 1994 | Você Decide                        | Laura                           | Episódio: "A Bolsa ou a Vida"               | Rede Globo        |
| 1995 | A Idade da Loba                    | Maria Otília                    |                                             | Rede Bandeirantes |
| 1996 | O Campeão                          | Maria Isabel Caldeira           |                                             | Rede Bandeirantes |
| 1997 | Malhação                           | Lígia                           | Episódios: "23–30 de maio"                  | Rede Globo        |
| 1998 | Mulher                             | Anita                           | Episódio: "Desejos Incontroláveis"          | Rede Globo        |
| 2000 | Você Decide                        | Laura                           | Episódio: "A Volta"                         | Rede Globo        |
| 2001 | O Clone                            | Lidiane Valverde                |                                             | Rede Globo        |
| 2002 | O Beijo do Vampiro                 | Marie                           | Episódio: "2 de novembro"                   | Rede Globo        |
| 2004 | A Diarista                         | Regina                          | Episódio: "Valha-me Deus"                   | Rede Globo        |
| 2005 | A Lua Me Disse                     | Elvira Sá Marques               |                                             | Rede Globo        |
| 2006 | A Diarista                         | Carminha                        | Episódio: "Bolo da Discórdia"               | Rede Globo        |
| 2007 | Paraíso Tropical                   | Neli Veloso Schneider           |                                             | Rede Globo        |
| 2008 | Desejo Proibido                    | Maria de Lourdes                | Episódio: "1 de março"                      | Rede Globo        |
| 2008 | Casos e Acasos                     | Sandra                          | Episódio: "O Flagra, a Demissão e a Adoção" | Rede Globo        |
| 2008 | Três Irmãs                         | Leonora Malatesta               |                                             | Rede Globo        |
| 2011 | Autor por Autor                    | Nélida Piñon                    | Episódio: "Nélida Piñon"                    | TV Brasil         |
| 2011 | Vidas em Jogo                      | Regina Camargo Leal             |                                             | RecordTV          |
| 2014 | Vitória                            | Clarice Menezes Prates Ferreira |                                             | RecordTV          |
| 2016 | A Terra Prometida                  | Léia Avec                       |                                             | RecordTV          |
| 2018 | Jesus                              | Mirian                          |                                             | RecordTV          |
| 2019 | O Verdadeiro Significado da Páscoa | Apresentadora                   | Especial de Páscoa                          | RecordTV          |
| 2019 | O Figurante                        | Ela mesma                       | Especial de fim de ano                      | RecordTV          |
| 2021 | Gênesis                            | Jaluzi, Rainha de Sodoma        | Fase: Jornada de Abraão                     | RecordTV          |
| 2024 | Tributo                            | Ela mesma                       | Episódio: "Ary Fontoura"                    | Globoplay         |
| 2025 | Mundo da Lua                       | Juliana Silva (Tia Juju)        | Episódio: "Uma Surpresa para Carolina"      | TV Cultura        |

### Cinema
| Ano  | Título                                | Personagem            |
| ---- | ------------------------------------- | --------------------- |
| 1975 | Sorôco, Sua Mãe, Sua Filha            | Filha                 |
| 1979 | Joelma 23º Andar                      | Lucimar               |
| 1984 | Meu Homem, Meu Amante                 | Enfermeira            |
| 1988 | Eternamente Pagu                      | Francesa no filme     |
| 1988 | Mistério no Colégio Brasil            | Zizi                  |
| 1995 | Carlota Joaquina - Princesa do Brazil | Princesa Maria Teresa |
| 1999 | Dois Córregos                         | Ana Paula             |
| 2000 | A Hora Marcada                        | Gina                  |
| 2001 | Amores Possíveis                      | Maria                 |
| 2002 | Metade Sexo Metade Mussarela          | —                     |
| 2003 | Oswaldo Cruz - O Médico do Brasil     | Corina                |
| 2005 | Bens Confiscados                      | Serena                |
| 2007 | Canção de Baal                        | Emilie Mech           |
| 2007 | A Casa da Mãe Joana                   | Cliente               |
| 2017 | Cora Coralina - Todas as Vidas        | Narradora             |
| 2018 | Nada a Perder                         | Dona Geninha          |
| 2019 | Nada a Perder 2                       | Dona Geninha          |
| 2022 | O Garoto                              | Margot                |
| 2025 | O Advogado de Deus                    | Maria Júlia           |

## Discografia
| Ano  | Álbum            | Detalhes                                          |
| ---- | ---------------- | ------------------------------------------------- |
| 1981 | O Balão e a Vida | - Formato: Compacto simples - Gravadora: PolyGram |
| 1981 | Sementes no Ar   | - Formato: LP - Gravadora: PolyGram               |
| 1982 | Passional        | - Formato: LP - Gravadora: PolyGram               |
| 1985 | Mantra Brasil    | - Formato: LP - Gravadora: Carmo                  |

## Autoria/Livros
Teatro/Livros
| Ano  | Título                                                            | Nota            |
| ---- | ----------------------------------------------------------------- | --------------- |
| 2002 | Dorotéia Minha                                                    |                 |
| 2009 | Simplesmente Eu, Clarice Lispector                                | Também diretora |
| 2014 | Perdas e Ganhos                                                   |                 |
| 2024 | O que transforma a gente? Breve reflexões para mudanças profundas | Livro           |

## Prêmios e indicações
Beth Goulart conquistou vários prêmios em sua carreira, ganhou o Troféu APCA de Atriz Revelação (1974) na peça O Efeito dos Raios Gama Sobre as Margaridas do Campo e recebeu o Prêmio Shell de teatro de Melhor Atriz (2000) na peça Decadência. Em 2006, a família Goulart foi homenageada na 18ª edição do Prêmio Shell de Teatro do Rio de Janeiro. Paulo Goulart, Nicette Bruno e seus filhos Beth Goulart, Bárbara Bruno e Paulo Goulart Filho receberam um Troféu Especial, pela união e realizações teatrais ao longo de mais de duas décadas.
Em 2010, por sua atuação em Simplesmente Eu, Clarice Lispector, espetáculo em que interpreta a famosa escritora, Beth conquistou cinco prêmios, sendo quatro de Melhor Atriz: Shell, APTR (Associação dos Produtores de Teatro do Rio de Janeiro), Contigo! de Teatro e Qualidade Brasil, que premiou também como Melhor Espetáculo.
Foi indicada para vários prêmios: Shell SP (Melhor Atriz em Cabaret), Shell RJ (Melhor Atriz em Lucrécia, o Veneno dos Bórgia), Mambembe RJ (Melhor Atriz em Tristão e Isolda), Shell RJ (Melhor Atriz em Tristão e Isolda), Mambembe SP (Melhor Atriz em Cabaret) e Cultura Inglesa Festival RJ (Melhor Atriz em Amor Consciente).
| Ano  | Prêmio                       | Categoria                         | Trabalho                                             | Resultado |
| ---- | ---------------------------- | --------------------------------- | ---------------------------------------------------- | --------- |
| 1974 | Troféu APCA                  | Melhor Revelação                  | O Efeito dos Raios Gama Sobre as Margaridas do Campo | Venceu    |
| 1989 | Prêmio Shell                 | Melhor Atriz                      | Cabaret                                              | Indicado  |
| 1989 | Troféu Mambembe              | Melhor Atriz                      | Cabaret                                              | Indicado  |
| 1993 | Prêmio Shell                 | Melhor Atriz                      | Lucrécia, o Veneno dos Bórgia                        | Indicado  |
| 1996 | Prêmio Shell                 | Melhor Atriz                      | Tristão e Isolda                                     | Indicado  |
| 1996 | Troféu Mambembe              | Melhor Atriz                      | Tristão e Isolda                                     | Indicado  |
| 1997 | Cultura Inglesa Festival     | Melhor Atriz                      | Amor Consciente                                      | Indicado  |
| 2000 | Prêmio Shell                 | Melhor Atriz                      | Decadência                                           | Venceu    |
| 2008 | Prêmio Contigo! de TV        | Melhor Atriz Coadjuvante          | Paraíso Tropical                                     | Indicada  |
| 2009 | Prêmio APTR                  | Melhor Atriz Principal            | Simplesmente Eu, Clarice Lispector                   | Venceu    |
| 2010 | Prêmio Shell                 | Melhor Atriz                      | Simplesmente Eu, Clarice Lispector                   | Venceu    |
| 2010 | Prêmio Arte Qualidade Brasil | Melhor Espetáculo Teatral Drama   | Simplesmente Eu, Clarice Lispector                   | Indicada  |
| 2010 | Prêmio Arte Qualidade Brasil | Melhor Atriz Teatral Drama        | Simplesmente Eu, Clarice Lispector                   | Venceu    |
| 2010 | Prêmio Contigo! de Teatro    | Melhor Atriz (Júri oficial)       | Simplesmente Eu, Clarice Lispector                   | Indicada  |
| 2010 | Prêmio Contigo! de Teatro    | Melhor Atriz (Júri popular)       | Simplesmente Eu, Clarice Lispector                   | Venceu    |
| 2010 | Prêmio APCA de Teatro        | Atriz                             | Simplesmente Eu, Clarice Lispector                   | Indicada  |
| 2011 | Prêmio Arte Qualidade Brasil | Melhor Atriz Coadjuvante          | Vidas em Jogo                                        | Indicada  |
| 2011 | Troféu Leão Lobo             | Coadjuvante Feminina              | Vidas em Jogo                                        | Indicada  |
| 2011 | Melhores do UOL e PopTevê    | Melhor Atriz                      | Vidas em Jogo                                        | Indicada  |
| 2012 | Prêmio Contigo! de TV        | Melhor Atriz                      | Vidas em Jogo                                        | Indicada  |
| 2014 | Melhores do Ano Minha Novela | Atriz Coadjuvante                 | Vitória                                              | Indicada  |
| 2015 | Prêmio Contigo! de TV        | Melhor Atriz                      | Vitória                                              | Indicada  |
| 2023 | Prêmio Cenym de Teatro       | Melhor Atriz Coadjuvante          | A Cerimônia do Adeus                                 | Pendente  |
| 2023 | Prêmio Cenym de Teatro       | Melhor Elenco                     | A Cerimônia do Adeus                                 | Pendente  |
| 2023 | Prêmio Cenym de Teatro       | Melhor Qualidade Artística        | A Cerimônia do Adeus                                 | Pendente  |
| 2024 | Prêmio APTR de Teatro        | Melhor Atriz em Papel Coadjuvante | A Cerimônia do Adeus                                 | Pendente  |